# Ulica wchodzi do domu
Ulica wchodzi do domu (wł. La strada entra nella casa) – obraz olejny Boccioniego, namalowany w 1911 roku w stylu futurystycznym, przedstawiający matkę artysty stojącą na balkonie, tyłem do widza i patrzącą w dół, na ruchliwą ulicę.
Obraz znajduje się w kolekcji Sprengel Museum Hannover stanowiąc jedno z najważniejszych jej dzieł.

## Okoliczności
Boccioni, wraz z poetą Marinettim, zainicjował futuryzm, stając się jego zagorzałym teoretykiem w dwóch manifestach, opublikowanych w 1910 i 1912 roku, epatujących siłą i energią współczesnego życia. Obaj twórcy stali się zwolennikami sztuki, która gloryfikowała szybkość, gwałtowność i epokę maszyn, będących siłą napędową cywilizacji.

## Opis
Obraz przedstawia matkę artysty, która wychylając się przez balustradę balkonu swego mieszkania, położonego na najwyższym piętrze, spogląda na Mediolan i jego dynamiczną, luźną oraz chaotyczną zabudowę. Zgiełk ludzi, koni i hałasów ulicznych, nowe wyrobiska, rój robotników, budynki przyparte do hotelu i liczne okna stają się częścią samego mieszkania. Przez poręcze balkonu dostrzec można głowy dwóch koni, podczas gdy ostre błyski letniego światła i kontur wentylatora przenikają postać matki.

## Interpretacja
Obraz jest pierwszym widokiem rozrastającego się Mediolanu, przedstawionym przez Boccioniego z punktu widzenia futurystycznej symultaniczności. Tytuł dzieła, Ulica wchodzi do domu, odnosi się nie tylko do zgiełku i hałasu na budowie, ale także do szerszego zagadnienia ekspansji miasta, które atakując wewnętrzną przestrzeń mieszkańców zgiełkiem świata zewnętrznego, oddziałuje na ich życie prywatne. Obraz jest zarazem kolejnym etapem na drodze Boccioniego w kierunku futuryzmu. Podobnie jak Wizje symultaniczne został namalowany po jego podróży do Paryża w 1911 roku. W obu tych obrazach widać wpływ modeli kubistycznych, choć technika rysowania kresek przywodzi na myśl jego eksperymenty z dywizjonizmem. Z zasadami futuryzmu łączy obraz zastosowanie wielu perspektyw. Linie podążają nieprzewidywalnymi ścieżkami, a formy są powykrzywiane w różnych kierunkach. Widz został umieszczony pośrodku zdarzenia, na balkonie wychodzącym na ruchliwy, miejski plac, wypełniony feerią barw i tętniący życiem. Wrażenie scenerii opiera się nie tyle na pojedynczej obserwacji, co raczej stanowi sumę różnych fragmentów, zarejestrowanych przez oko w wyniku oględzin. Obraz jest fizycznym manifestem obsesji Boccioniego na punkcie ruchu i szybkości. Widz zostaje poruszony ruchem, zanim jego wzrok dostrzeże detale postaci czy fasad budynków. Barwy wirują wokół centrum rozchodząc się następnie ku krawędziom, a plamy farby rozbijają bryły na barwy tęczy. Widz zostaje wizualnie wciągnięty w temat poprzez linie i kontury, które wydają się okrążać go i zniewalać.